# Suimanga ardent
El suimanga ardent (Cinnyris solaris) és un ocell de la família dels nectarínids (Nectariniidae).

## Hàbitat i distribució
Viu als clars del bosc, vegetació secundària i terres de conreu de les terres baixes de les illes de Sumbawa, Flores, Lomblen, Alor, Semau, Roti, Timor i Wetar, a les Illes Petites de la Sonda